# Blue Babe

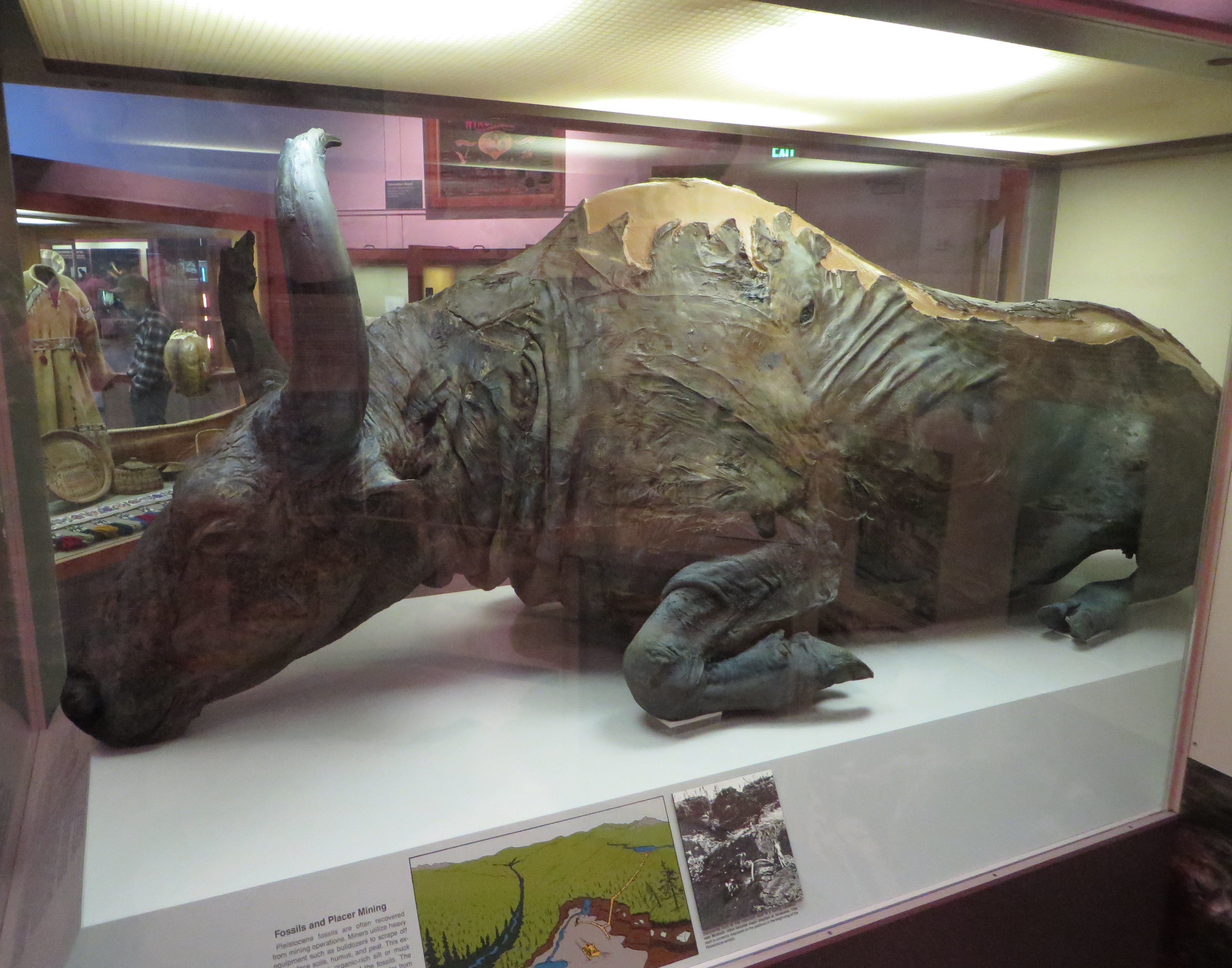
Blue Babe, Dermoplastik im University of Alaska Museum, Fairbanks

Blue Babe ist der Name einer etwa 36.000 Jahre alten Eismumie eines männlichen Steppenbisons (Bos priscus), dessen im Eis konservierten Körper man 1979 nahe Fairbanks in Alaska (USA) fand. Der Name rührt von der Blaufärbung der Haut her, hervorgerufen durch eine chemische Reaktion mit der Luft während der Bergung des Kadavers.
Die aus dem Schlamm ragenden Hufe von Blue Babe wurden von prospektierenden Goldwäschern entdeckt. Die Bergung des Kadavers erfolgte durch Paläontologen. 
Blue Babe war zum Zeitpunkt seines Todes in der nordamerikanischen Mammutsteppe etwa acht oder neun Jahre alt und befand sich in ausgezeichneter körperlicher Verfassung. Gemäß den erfolgten Rekonstruktionen fiel der Bison zwei Löwen zum Opfer, die zu dieser Zeit in Alaska verbreitet waren (genetischen Daten zufolge besiedelte damals der Höhlenlöwe (Panthera spelaea) die Region). Nach dem Tod fraßen die Löwen vor allem das Fleisch von Rücken und Rumpf; nach einem einsetzenden Frost konnten die Raubtiere jedoch keine weiteren Fleischstücke vom Körper abreißen. Darauf deutet auch ein im Körper des Bison gefundenes Zahnfragment eines Löwen hin. Der festgefrorene Körper wurde offenbar im Frühjahr von Schlamm und Löss verschüttet. Er mumifizierte dann im Schlamm vollständig. 
Eine Dermoplastik des prähistorischen Wisents befindet sich heute im Museum der University of Alaska. Dafür wurde die speziell gegerbte Haut auf ein der physischen Erscheinung entsprechendes Spezialgestell aufgezogen. Die inneren Organe, die Knochen sowie die Hörner wurden bei einer Autopsie entnommen und werden heute nicht öffentlich zugänglich gekühlt aufbewahrt.
In den Populärmedien ist Blue Babe vor allem dafür bekannt, dass die Forscher bei der Autopsie 1984 etwas Muskelfleisch entnahmen, daraus einen Eintopf zubereiteten und diesen verspeisten. Das ca. 36000 Jahre alte Bisonfleisch gilt als das älteste Fleisch das je von Menschen gegessen wurde.